# ミヤベノールC
ミヤベノールC(Miyabenol C)は、スチルベノイドで、レスベラトロールの三量体である。フェンネルの茴香やヨーロッパブドウ、ムレスズメ等に含まれ、プロテインキナーゼCの阻害活性を示す。